# Боніфацій (граф Савойський)
Боніфацій I (італ. Bonifacio di Savoia; 1244 — 7 червня 1263) — граф Савойський в 1253—1263 роках.

## Життєпис
Походив з Савойського дому. Син Амадея IV, графа Савойського, та Цецилії де Бо. Народився 1244 року в Шамбері. 1253 року після смерті батька успадкував трон. Втім через малий вік регенткою стала його мати. Також було створено регентсьву раду на чолі із стрийком Томасом, князем П'ємонту, який невдовзі став співрегентом. Інші стрийки молодого графа — П'єтро і Філіпп — стали вимагати поділу влади. Втім Томас відкинув їх зазіхання, пославшись на умови арбітражу 1234 року.
1255 року разом зі стрийком-регентом брав участь у військовій кампанії проти Маргарити Фландрської та дому Авенів, проте без якогось успіху. У 1259 році після смерті Томаса П'ємонтського єдиною регенткою залишилася Цецилія де Бо. Водночас Філіпп і П'єтро поновили тиск, намагаючись перебрати владу в графстві. Боніфацій повернувся на бік гібеллінів, уклавши союз з Манфредом Гогенштауфеном, королем Сицилії. Тоді проти Савойї виступив Карл I де Анжу, граф Провансу, та Вільгельм VII, маркграф Монферрата.
У 1262 році Рудольф, граф Женеви, визнав зверхність Савойського графства принісши оммаж Боніфацію. 1263 року завдав поразки у битві при Ріволі Вільгельму VII Монферратському. Але трохи згодом загін Боніфація було атаковано неподалік Турина, внаслідок чого граф Савойський  зазнав поранення, потрапив у полон й невдовзі помер. Трон успадкував його стрийко П'єтро.